# هدهد (منبج)
هدهد قرية سوريّة تتبع إداريّاً لمحافظة حلب منطقة منبج ناحية مركز منبج، بلغ تعداد سكانها 909 نسمة حسب التعداد السكاني لعام 2004.